# 懷斯縣 (德克薩斯州)
懷斯縣（英語：Wise County）位美國德克薩斯州北部的一個縣。面積2,390平方公里。根据美國2000年人口普查，共有人口48,793人。縣治第開特（Decatur）。
成立於1856年1月23日，縣政府成立於5月5日。縣名紀念歷任聯邦眾議員、維吉尼亞州州長的亨利·亞歷山大·懷斯。